# Coprinellus amphithallus
Coprinellus amphithallus es una especie de hongo en la familia Psathyrellaceae.  Fue descrito por primera vez en 1953 por los micólogos Morten Lange y Alexander H. Smith, posteriormente fue transferido al género Coprinellus en 2001.

## Descripción
Su sombrero mide de 0.6 a 1.2 cm de espesor e inicialmente posee una forma de cono agudo, pero posteriormente se expande y adopta forma de campana. El margen del sombrero se curva hacia arriba al envejecer. Las laminillas son delgadas, y se encuentran muy juntas. Están adosadas mediante adnación al estipe, y se tornan de color negro antes de autodigerirse. El estipe mide 3 a 5 cm de alto 0.08 a 0.1 cm de grosor, es hialino a blancuzco. Inicialmente el sombrero esta recubierto de un fino polvo blanquecino, pero luego es liso.
Las esporas son cilíndricas, y tienden a tener dimensiones muy variables, entre 11.2–15.6 xy 6.2–8.3 µm.

## Hábitat y distribución
Este hongo fue descubierto creciendo en suelos ricos y húmedos. Es conocido en Dinamarca y Estados Unidos.